# Player 5150
Player 5150 è un film del 2008 diretto da David Michael O'Neill e con protagonisti Kelly Carlson, Kathleen Robertson, Christopher McDonald e Bob Gunton.

## Trama
Un giorno un commerciante (Ethan Embry), insieme alla sua fidanzata (Kathleen Robertson) ottengono una scommessa nel gioco d'azzardo che potrebbe cambiare le loro vite.